# Plana (Kraljevo)
Plana (Servisch cyrillisch Плана) is een plaats in de Servische gemeente Kraljevo. De plaats telt 39 inwoners (2002).